# Leptochiton micropustulosus
Leptochiton micropustulosus is een keverslakkensoort uit de familie van de Leptochitonidae. De wetenschappelijke naam van de soort is voor het eerst geldig gepubliceerd in 1994 door Kaas.